# ニック・ジトー
ニック・ジトー（Nick Zito、1948年2月6日 - ）はニューヨーク競馬協会に所属する調教師である。アメリカ合衆国・ニューヨーク州ニューヨーク市出身。
名前はニコラス（Nicholas）と表記される場合もある。

## 来歴
1972年に厩舎を開業し、以降東海岸を拠点としている。
1991年、ケンタッキーダービーをストライクザゴールドが制し、管理馬がクラシック競走初勝利を挙げた。
1996年、ブリーダーズカップ・ジュヴェナイルフィリーズをストームソングが制し、管理馬がブリーダーズカップ初勝利を挙げた。

## 主な表彰など
- アメリカ競馬名誉の殿堂博物館

2005年

## 主な管理馬
- Strike the Gold / ストライクザゴールド（1991年ケンタッキーダービー）
- Gor for Gin / ゴーフォージン（1994年ケンタッキーダービー）
- Louis Quatorze / ルイカトルズ（1996年プリークネスステークス）
- Storm Song / ストームソング（1996年ブリーダーズカップ・ジュヴェナイルフィリーズ）
- Birdstone / バードストーン（2003年シャンペンステークス、2004年ベルモントステークス、トラヴァーズステークス）
- War Pass / ウォーパス（2007年シャンペンステークス、ブリーダーズカップ・ジュヴェナイル）
- Da'Tara/ ダタラ（2008年ベルモントステークス）

## エピソード
- 管理馬がベルモントステークスを2勝しているが、2004年はスマーティージョーンズ、2008年はビッグブラウンの三冠達成を阻止している。